# ポン・ジュノ
ポン・ジュノ（奉俊昊、朝: 봉준호、英: Bong Joon-Ho、1969年9月14日 - ）は、韓国の映画監督、脚本家。慶尚北道大邱市（現･大邱広域市）出身。本貫は河陰奉氏。母方の祖父は小説家の朴泰遠。韓国のいわゆる386世代の一人である。2019年の『パラサイト 半地下の家族』は、韓国映画史上最高の興行収入を記録し、アカデミー賞では作品賞、監督賞、脚本賞を受賞、英語ではない作品として初めて作品賞を受賞した作品となった。

## 略歴
延世大学校社会学科卒業後、韓国映画アカデミーに再入学。1995年の16mm短編のインディペンデント映画『白色人』が初監督作品となった。アカデミー在学中に製作した短編『支離滅裂』と『フレームの中の記憶』がバンクーバー国際映画祭と香港国際映画祭に招待され、注目を集めた。
パク・キヨンの『モーテルカクタス』で助監督、ミン・ピョンチョンの『ユリョン』で脚本家を担当したのち、『フランダースの犬（邦題『ほえる犬は噛まない）』が初の長編作品となった。
長編2作目の『殺人の追憶』では実際に起きた事件を基にし、その事件を捜査する刑事達を描いた。本作は韓国内で大ヒットを記録。同国の重要な映画賞である大鐘賞で監督賞・作品賞を受賞した。
続く『グエムル-漢江の怪物-』では、韓国の観客動員記録を更新してアジア・フィルム・アワード作品賞などを受賞し、同国を代表する若手監督とみなされるようになる。
2009年には、殺人の濡れ衣を着せられた息子を守る母親を描いた『母なる証明』を監督。カンヌ国際映画祭の「ある視点」部門に正式出品され、国際的に高い評価を獲得。第82回アカデミー賞外国語映画賞部門の韓国代表にも選出された。その他にも、日仏韓合作のオムニバス映画『TOKYO!』の一部として作られた「シェイキング東京」も国際的に高く評価されている。
2013年、グラフィックノベルが原作の『スノーピアサー』で、クリス・エヴァンスやティルダ・スウィントン、オクタヴィア・スペンサー、エド・ハリスなどのハリウッドスターを起用し、ハリウッド進出を果たす。
2016年、フランス共和国芸術文化勲章オフィシエを受章。
2017年には、Netflix製作のSF作品である『オクジャ』を発表。再び、ティルダ・スウィントンやジェイク・ギレンホールなどのハリウッドスターを起用し、広く注目を集めたが、第70回カンヌ国際映画祭のコンペテション部門に選出された際、記者会見の中で、審査員長のペドロ・アルモドバル監督から「個人的には、劇場公開される予定のない映画は、最高賞パルム・ドールのみならず、他のどんな賞を受賞するべきではないと考える」という発言が飛び出たことにより、議論を巻き起こした。

### 「パラサイト」による歴史的快挙
2019年には、現代の本国を舞台に、貧困層と富裕層の格差問題をエンターテイメントチックに描いた『パラサイト 半地下の家族』を発表。第72回カンヌ国際映画祭のコンペテション部門に選出され、審査員長であるアレハンドロ・ゴンザレス・イニャリトゥ監督率いる審査員の満場一致で最高賞であるパルム・ドールを受賞。韓国映画100年という節目の年においての、初の最高賞受賞となった。 
また、フランスでは公開から観客動員数170万人を突破し、イギリスでは外国語映画としての興業収入で歴代一位を記録。本国でも観客動員数1000万人を突破し、日本では韓国映画としての興業収入記録が『私の頭の中の消しゴム』を抜いて一位となった。 
ヨーロッパやアジアでの成功だけには留まらず、アメリカでも公開後から高い評価を獲得し、その年の年間興業収入で外国語映画として一位を記録。賞レースでも注目の的となり、第77回ゴールデングローブ賞外国語映画賞受賞、並びに監督賞と脚本賞のノミネートを皮切りに賞レースを牽引し、アメリカ国内の映画賞において作品賞、または外国語映画賞を総なめにした。 
その勢いは全く衰えることなく、第92回アカデミー賞で作品賞・監督賞など6部門にノミネートされ、第73回アカデミー賞で台湾映画の『グリーン・デスティニー』で作品賞にノミネートされたアン・リーに続いてアジア人二人目となるアカデミー作品賞ノミネートとなり、外国語映画として史上初めてとなる作品賞の受賞を筆頭に、監督賞、脚本賞、国際長編映画賞を受賞した。また、フランス版アカデミー賞と呼ばれるセザール賞では、韓国初の外国語映画賞も受賞した。 
アメリカのニュース雑誌『タイム』が毎年発表している世界で最も影響力のある100人のリスト「タイム100」にも2020年度のアーティスト部門で選出され、ティルダ・スウィントンは推薦文で「世界が彼に追いつく時期になったと思う（中略）」と述べている。

### 人物・エピソード
『TOKYO!』の一編「シェイキング東京」で助監督を務めた経験を持つ片山慎三によれば、元は漫画家志望で、日本では松本大洋、古谷実、業田良家、沖浦啓之などの作品を評価している。

#### 保守政権時代のブラックリスト被害
- 保守派・右派の朴槿恵政権（2013年2月25日〜2017年3月10日）によって、ポン・ジュノは、政権に不都合な文化人に不利益を与えるとする「文化芸術界のブラックリスト（朝鮮語: 박근혜_정부의_문화예술계_블랙리스트）」に入れられていた。朴槿恵が弾劾･罷免され、その後の大統領選挙で進歩（革新）派・左派の文在寅政権が誕生した後の2017年10月に公開された、2013年8月27日に国家情報院が作成した「CJによる左寄りの文化事業の拡張や人物の迎え入れに対する世論」と題する文書によると、朴槿恵政権下の国家情報院は、ポン・ジュノが監督した映画『スノーピアサー』について「市場経済を否定し、抵抗運動を煽る」と大統領府に報告していた[13]。なお、CJはCJグループ、『スノーピアサー』はCJグループの子会社CJエンタテインメント配給。
- 2017年9月には、朴槿恵政権の前の（朴槿恵と同じく保守派・右派の）李明博政権（2008年2月25日〜2013年2月24日）時代にも、国家情報院によってブラックリストに入れられていたことが発覚した[14]。李明博政権下の国家情報院は2011年10月26日に作成した「文化芸能界の左派の実態および純化策」報告書と題する文書で、ポン・ジュノについて「左傾向の映像制作で政府に対する不信感を注入」していると記していた[15]。
- ポン・ジュノは文在寅政権（2017年5月10日〜）が誕生した直後のAP通信のインタビューで、ブラックリストが存在していた朴槿恵政権時代について、「韓国のアーティストたちに深いトラウマを与えた悪夢のような数年だった」「まだトラウマから抜け出せずにいる人々が多い」と語った[16]。
- 第72回カンヌ国際映画祭で監督作品『パラサイト 半地下の家族』がパルム・ドールを受賞して帰国した後の2019年5月28日、韓国のテレビ局JTBCのインタビューでは、保守政権時代のブラックリストについて、「創作者にとっては消すことができない傷です。二度とこのようなことはあってはなりません」と語った[17]。
- 影響を受けた日本人として、宮崎駿を挙げている[18]。

#### 日本人観客への揶揄問題
2020年2月20日に行われた文在寅大統領主催昼食会の場でのポン・ジュノの発言が、「日本人観客を揶揄しているのではないか」と日本メディアで報じられた。すでに日本でも有名だったポン・ジュノによる日本人観客をからかうかのような発言は日本国内で話題となった。詳細はパラサイトの項。

#### エレン・デジェネレスによる人種差別疑惑
2020年2月、アメリカの人気司会者のエレン・デジェネレスのYouTubeの公式チャンネルに「エレンがポン・ジュノにヌード写真を送ったが、彼から返事はなかった（Ellen Texted Bong Joon Ho a Nude Photo, and He Hasn’t Responded）」という題名の動画を上げた。ポンは英語が苦手であり、その事をからかった動画である。これを見た視聴者からは、デジェネレスの行動は人種差別であるとの指摘が上がっている。

## フィルモグラフィ

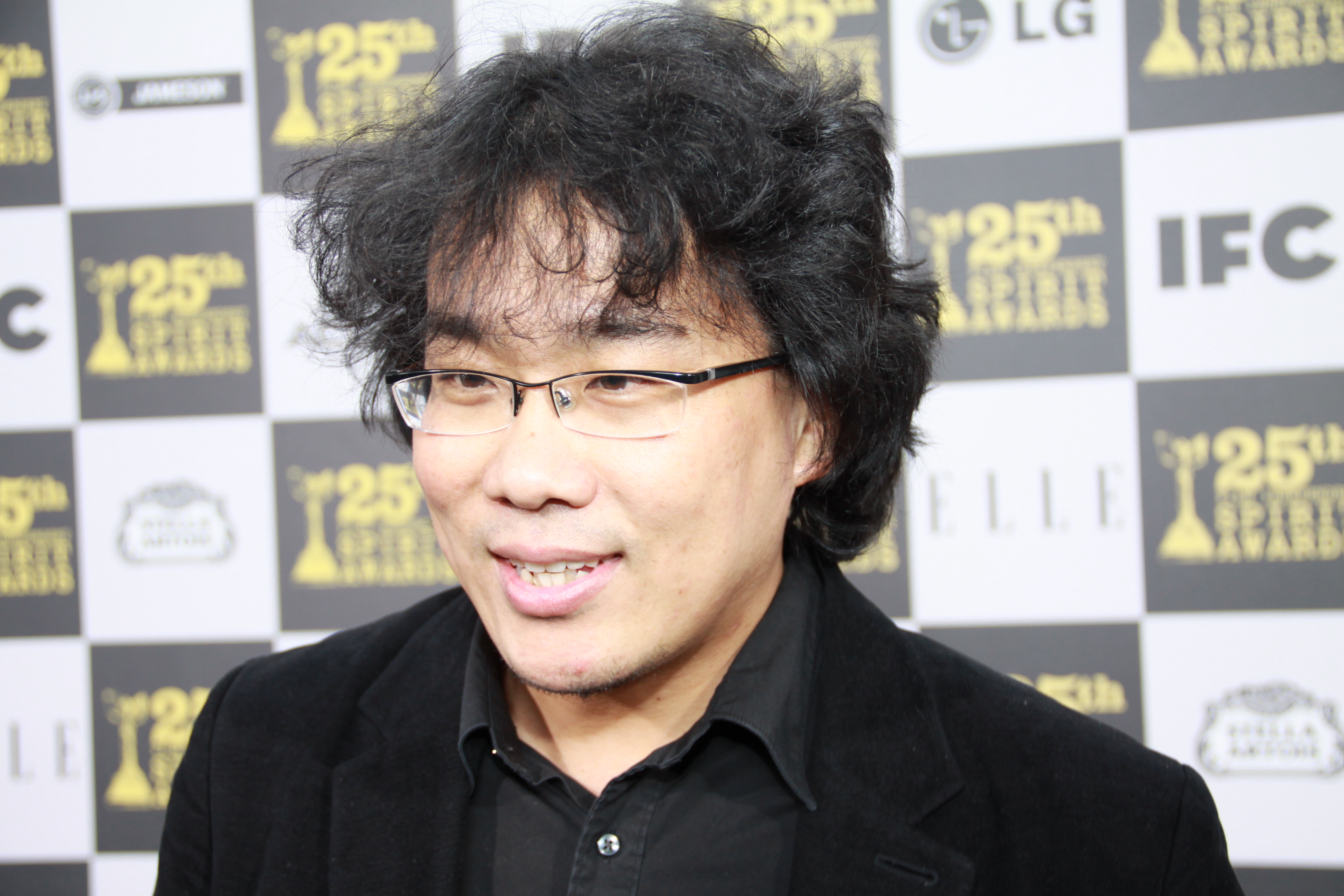
（2010年3月5日）

| 年   | 題名                                     | 役職 | 役職 | 役職 | 備考                                                                                         |
| 年   | 題名                                     | 監督 | 脚本 | 製作 | 備考                                                                                         |
| ---- | ---------------------------------------- | ---- | ---- | ---- | -------------------------------------------------------------------------------------------- |
| 1994 | - 白人色 - 백색인                        | Yes  | Yes  | No   | 短編                                                                                         |
| 1994 | - 支離滅裂 - 지리멸렬                    | Yes  | Yes  | No   | 短編                                                                                         |
| 1994 | - フレームの中の記憶 - 프레임속의 기억들 | Yes  | Yes  | No   | 短編                                                                                         |
| 1997 | - モーテルカクタス - 모텔 선인장         | No   | Yes  | No   | 監督・共同脚本：パク・ギヨン                                                                 |
| 1999 | - ユリョン - 유령                        | No   | Yes  | No   | 監督・共同脚本：ミン・ビョンチョン                                                           |
| 2000 | - ほえる犬は噛まない - 플란다스의 개     | Yes  | Yes  | No   | - 長編監督デビュー作 - 共同脚本：ソン・テウン、ソン・ジホ                                    |
| 2003 | - 殺人の追憶 - 살인의 추억               | Yes  | Yes  | No   | 共同脚本：シム・ソンボ                                                                       |
| 2003 | - Sink and Rise - 싱크 & 라이즈          | Yes  | Yes  | No   | - オムニバス映画『20のアイデンティティ/異共』 - （原題：디지털 단편 옴니버스 프로젝트 이공） |
| 2004 | - インフルエンザ - 인플루엔자            | Yes  | Yes  | No   | オムニバス映画『三人三色』（原題：디지털 삼인삼색 2004）                                     |
| 2005 | - 南極日誌 - 남극일기                    | No   | Yes  | No   | 監督・共同脚本：イム・ピルソン                                                               |
| 2006 | - グエムル-漢江の怪物- - 괴물            | Yes  | Yes  | No   |                                                                                              |
| 2008 | - シェイキング東京 - Shaking Tokyo       | Yes  | Yes  | No   | オムニバス映画『TOKYO!』                                                                     |
| 2008 | - ミスにんじん - 미쓰 홍당무             | No   | No   | No   | - 出演のみ - 監督：イ・ギョンミ                                                              |
| 2009 | - 母なる証明 - 마더                      | Yes  | Yes  | No   | 共同脚本：パク・ウンギョ                                                                     |
| 2011 | Iki                                      | Yes  | Yes  | No   | オムニバス映画『3.11 A Sense of Home Films』                                                 |
| 2013 | - スノーピアサー - Snowpiercer/설국열차  | Yes  | Yes  | No   | 共同脚本：ケリー・マスターソン                                                               |
| 2014 | - 海にかかる霧 - 해무                    | No   | Yes  | Yes  | 監督・共同脚本：シム・ソンボ                                                                 |
| 2017 | - オクジャ/okja - 옥자                   | Yes  | Yes  | Yes  | 共同脚本：ジョン・ロンソン                                                                   |
| 2019 | - パラサイト 半地下の家族 - 기생충       | Yes  | Yes  | Yes  | 共同脚本：ハン・ジウォン                                                                     |
| 2020 | - スノーピアサー - Snowpiercer           | No   | No   | Yes  | テレビドラマ版                                                                               |
| 2025 | - ミッキー17 - Mickey 17                 | Yes  | Yes  | Yes  |                                                                                              |

## 受賞歴
- 2000年 - 『ほえる犬は噛まない』
  - 第19回ミュンヘン国際映画祭新人監督賞
  - 第25回香港国際映画祭国際映画批評家賞
  - 第3回ディレクターズ・カット・アワード今年の新人監督賞
- 2003年 - 『殺人の追憶』
  - サン・セバスティアン国際映画祭国際映画批評家賞・新人監督賞・FIPRESCI賞
  - トリノ映画祭観客賞
  - 第24回青龍映画賞最多観客賞
  - 第40回大鐘賞作品賞・監督賞
  - 大韓民国映画大賞作品賞・監督賞・脚本脚色賞（シム・ソンボと共同受賞）
  - 第23回韓国映画評論家協会賞最優秀作品賞・監督賞
  - 第4回釜山映画評論家協会賞監督賞・脚本賞（シム・ソンボと共同受賞）
  - 第11回椿事映画賞大賞・今年の監督賞・今年の脚本賞（シム・ソンボと共同受賞）
  - CINE21映画賞今年のシナリオ賞（シム・ソンボと共同受賞）
  - 第1回マックスムービー最高の映画賞最高の作品賞・最高の監督賞
  - ソウル芸術大学今年の作家賞
  - 第16回東京国際映画祭アジア映画賞
- 2006年 - 『グエムル-漢江の怪物-』
  - 第27回ファンタスポルト国際ファンタジー映画賞最優秀監督賞
  - シッチェス・カタロニア国際映画祭オリエント・エクスプレス賞
  - 第25回ブリュッセルファンタスティック国際映画祭大鴉賞
  - 第1回アジア・フィルム・アワード 作品賞
  - 第27回青龍映画賞最優秀作品賞・韓国映画最多観客賞
  - 第44回大鐘賞最優秀監督賞
  - 第43回百想芸術大賞大賞（映画部門）
  - 第5回大韓民国映画大賞最優秀作品賞・監督賞
  - 第26回韓国映画評論家協会賞審査委員特別賞
  - マックスムービー最高の映画賞最高の監督賞
- 2009年 - 『母なる証明』
  - オンライン映画批評家協会賞最優秀外国映画賞
  - アメリカ南東部映画批評家協会賞最優秀外国映画賞
  - アメリカ女性映画批評家協会賞最優秀外国映画賞
  - ロサンゼルス映画批評家協会賞最優秀外国映画賞 Runner-Up
  - サンフランシスコ映画批評家協会賞最優秀外国映画賞
  - ボストン映画批評家協会賞最優秀外国映画賞
  - カンザスシティ映画批評家協会賞最優秀外国映画賞
  - 第28回ミュンヘン国際映画祭最優秀作品賞
  - 第25回サンタバーバラ国際映画祭イーストミーツウェストシネマ賞
  - 第24回マール・デル・プラタ国際映画祭最優秀作品賞
  - 第6回ドバイ国際映画祭アジア-アフリカ長編映画部門脚本賞
  - 第5回Asia-Pacific Producers Network Award 監督賞
  - 第4回アジア・フィルム・アワード最優秀作品賞・最優秀脚本賞
  - 第30回青龍映画賞最優秀作品賞賞
  - 第29回韓国映画評論家協会賞最優秀作品賞・脚本賞
  - 第10回釜山映画評論家協会賞最優秀作品賞
  - 第18回釜日映画賞最優秀作品賞
  - 今年の女性映画賞大賞
  - 第1回今年の映画賞作品賞
  - 第5回大韓民国大学映画祭監督賞
  - 第2回グリーンイメージ国際環境映画祭最優秀外国映画賞・最優秀外国監督賞・最優秀ドラマ賞・最優秀外国文化映画賞
- 2013年 - 『スノーピアサー』
  - ボストン映画批評家協会最優秀監督賞
  - ローマ国際映画祭監督賞
  - 第34回青龍映画賞監督賞
  - 第50回百想芸術大賞監督賞（映画部門）
  - 第14回ディレクターズ・カット・アワード今年の監督賞
  - 第22回釜日映画賞最優秀監督賞
  - 第14回釜山映画評論家協会賞脚本賞
  - 第33回韓国映画批評家協会賞最優秀作品賞・監督賞
  - 第5回今年の映画賞最優秀作品賞・監督賞
  - 韓国映画俳優協会誇らしい映画人賞
  - マックスムービー最高映画賞最高の監督賞
  - ゴールデントマト賞作品賞（Comic-Book部門）
- 2017年 - 『オクジャ/okja』
  - アメリカオースティン映画批評家協会賞最優秀外国映画賞
  - 第17回ディレクターズ・カット・アワード今年の監督賞
  - 第37回韓国映画評論家協会賞国際批評家連盟賞
  - 第27回国際環境メディア協会作品賞
  - マックスムービー最高の映画賞最高の監督賞
  - PETA Person Of The Year
  - ソウル芸術大学今年の作家賞
- 2019年 - 『パラサイト 半地下の家族』
  - 第72回カンヌ国際映画祭パルム・ドール（最高賞）
  - フランス劇場協会アートハウスシネマ賞
  - 国際シネフィル協会賞監督賞
  - シドニー国際映画祭大賞
  - ユーラシア国際映画祭監督賞
  - 第24回春史大賞映画祭最優秀監督賞・脚本賞
  - ゴールデン・グローブ賞：最優秀外国語映画賞
  - シカゴ映画批評家協会賞：最優秀外国語映画賞
  - ロサンゼルス映画批評家協会賞：最優秀作品賞・監督賞
  - 放送映画批評家協会賞：外国語映画賞・監督賞
  - 全米映画批評家協会賞：最優秀作品賞・脚本賞
  - ニューヨーク映画批評家協会賞：最優秀外国語映画賞
  - サンフランシスコ映画批評家協会賞：最優秀作品賞
  - バンクーバー映画批評家協会賞：最優秀作品賞
  - 英国アカデミー賞：非英語作品賞・オリジナル脚本賞
  - 第92回アカデミー賞：作品賞・監督賞・脚本賞・国際長編映画賞
  - セザール賞：最優秀外国語映画賞
- 2021年湖巌賞芸術部門